# Alexandra Grey
Alexandra Jordan Grey (nacida el 4 de enero de 1991) es una actriz, música y guionista estadounidense. Es conocida por sus papeles como Melody Barnes en la serie de drama musical de Fox Empire (2015-2020), Elizah Parks en la serie de comedia de Amazon Studios Transparent (2014-2019) y Parker Phillips en la serie de acción y aventuras de CBS MacGyver (2016-2021). También interpretó a Denise Lockwood en el drama médico de televisión de la NBC Chicago Med, y consiguió papeles como invitada en Code Black, How to Get Away with Murder, Drunk History y la serie dramática de televisión de época El Alienista.

## Filmografía

### Cine
| Año  | Título                             | Papel                    | Notas       |
| ---- | ---------------------------------- | ------------------------ | ----------- |
| 2012 | K-11                               | Xandra Kayden            |             |
| 2012 | I Do                               | Estudiante universitaria |             |
| 2013 | Baggage Claim                      | Kiele                    |             |
| 2015 | The Fix                            | Alexis                   |             |
| 2019 | Miller & Son                       | Lucy                     |             |
| 2020 | Gossamer Folds                     | Gossamer Bryant          | [ 2 ] [ 3 ] |
| 2020 | Disclosure: Ser trans en Hollywood | Ella misma               | Documental  |

### Televisión
| Año             | Título                      | Papel               | Notas                                     |
| --------------- | --------------------------- | ------------------- | ----------------------------------------- |
| 2012            | DTLA                        | Eva                 | Episodio piloto                           |
| 2015            | Glee                        | Erica               | Episodio: "Transitioning"                 |
| 2015            | Chasing Life                | Kenya Martin        | Episodio: "As Long as We Both Shall Live" |
| 2016-2019       | Transparent                 | Elizah Parks        | Papel recurrente                          |
| 2016            | Code Black                  | Beth                | Episodio: "Life and Limb"                 |
| 2016            | Drunk History               | Marsha P. Johnson   | Episodio: "Bar Fights"                    |
| 2016-Actualidad | Chicago Med                 | Denise Lockwood     | Papel recurrente                          |
| 2017            | When We Rise                | Seville             | Protagonista                              |
| 2017            | Doubt                       | Delilah Johnson     | Episodio: "Faith"                         |
| 2019            | How to Get Away with Murder | Brandi Green        | Episodio: "Do You Think I'm A Bad Man?"   |
| 2019            | Empire                      | Melody Barnes       | Papel recurrente (7 episodios)            |
| 2020            | El Alienista                | Alice               |                                           |
| 2020            | Equal                       | Lucy Hicks Anderson | Protagonista                              |
| 2021            | MacGyver                    | Parker Philips      | Papel recurrente                          |